# Młyn w Rudej (powiat skierniewicki)
Młyn w Rudej – nieistniejący młyn wodny na Rawce wybudowany w latach 1945–1948, spalony w 2021. Znajdował się w Rudej w powiecie skierniewickim, w województwie łódzkim.

## Historia obiektu
W latach 1945–1948 wybudowano drewniany młyn wodny w miejscu po poprzednim młynie, który zimą 1945 r. został spalony przez wojska niemieckie w czasie działań wojennych. Budynek był jednopiętrowy z nadbudówką, usytuowany częściowo na palach, a częściowo na stałym lądzie. Posiadał dach dwuspadowy kryty papą. Był wyposażony w drewnianą turbinownię i napędzany tylko turbiną wodną. Posiadał 3 pary walców oraz urządzenia czyszczące. W 1953 r. został upaństwowiony. W latach 70. był wciąż czynny.

### Pożar
14 stycznia 2021 doszło do pożaru, w wyniku którego młyn spłonął. Zachowały się jedynie fundamenty budynku i zgliszcza konstrukcji drewnianej. Obiekt był wówczas od dawna nieczynny i objęty nadzorem konserwatorskim. 